# Charles Harbord (5e baron Suffield)
Pour l’article homonyme, voir Charles Harbord (6e baron Suffield).
Charles Harbord, 5e baron Suffield (2 janvier 1830 - 9 avril 1914), est un pair britannique, un courtisan et un homme politique libéral. Ami proche d'Édouard VII, il sert  comme Lord de la chambre à coucher et Lord-in-waiting du roi. Il occupe des fonctions politiques en tant que maître des Buckhounds sous William Ewart Gladstone entre février et juillet 1886.

## Biographie
Harbord est un fils d'Edward Harbord (3e baron Suffield). Il fait ses études à la King's College School. Son père est décédé en 1835 et en 1853, son demi-frère aîné meurt sans enfant et Harbord hérite du titre .
Lord Suffield est nommé Lord-in-waiting en 1868 dans la première administration de William Ewart Gladstone, un poste qu'il occupe jusqu'en 1872. La dernière année, il est nommé Lord de la chambre du prince de Galles, de qui il est un ami proche. Il est chef d'état-major du prince de Galles lors de l'expédition du prince en Inde en 1875–1876 . Il ne participe pas à la deuxième administration de Gladstone mais est brièvement le maître des Buckhounds de février à juillet 1886 dans la troisième administration de Gladstone. Il est admis au Conseil privé en février 1886. Il reste Lord de la chambre jusqu'en 1901, date à laquelle, lors de l'accession du prince de Galles au trône, il est nommé Lord-in-Waiting-in-Ordinary du roi. Il est maître des robes au couronnement d'Edouard VII et d'Alexandra en 1902.

## Famille
Lord Suffield épouse Cecilia Annetta Baring, fille de Henry Baring, le 4 mai 1854. Ils ont deux fils et neuf filles:
- Charles Harbord (14 juin 1855-10 février 1924).
- Cecilia Margaret Harbord (15 juin 1856 - 6 octobre 1934), épouse Charles Wynn-Carington, 1er marquis du Lincolnshire.
- Alice Marion Harbord (23 juin 1857 - 1940), épouse Charles Mills (2e baron Hillingdon).
- Mabel Harbord (21 novembre 1858-11 février 1860).
- Elizabeth Evelyn Harbord (23 février 1860-19 février 1957), épouse George Manners Astley (20e baron Hastings)
- Assheton Edward Harbord (20 janvier 1861, Harlestone, Northamptonshire - 18 juillet 1929).
- Judith Harbord (12 juin 1862, Gunton Park, Norfolk - 4 février 1942).
- Winifred Harbord (31 décembre 1864, Gunton, Norfolk - 6 janvier 1949), épouse en 1889 le capitaine Geoffry Carr Glyn.
- Eleanor Harbord (7 janvier 1868, Gunton, Norfolk - 12 juillet 1936)
- Bridget Louisa Harbord (20 décembre 1870 - 24 septembre 1951), épouse Sir Derek Keppel.

Lady Suffield est décédée en 1911. Lord Suffield se remarie, âgé de 81 ans, à Frances Amelia Jessie Eliot Gabbett, fille du major Robert Pool Gabbett, en août 1911. Lord Suffield est également président du club de golf Royal Cromer en 1887 (en fait, Suffield est propriétaire du terrain du club de golf). Son fils et ses petits-fils sont également membres du club et propriétaires terriens . Propriétaire foncier important, il possède 12 000 acres et a des résidences à Gunton Park, Norwich, et Harbord House, Cromer. Sa résidence londonienne est au 129 St George's Road . Lord Suffield meurt en avril 1914, âgé de 84 ans, et est remplacé par son fils aîné, Charles.